# Аристидис Маргаритис
Аристидис Маргаритис (на гръцки: Αριστείδης Μαργαρίτης), известен като капитан Питас или Тромарас (καπετάν Πίτας, Τρομάρας) е гръцки революционер, деец на гръцката въоръжена пропаганда в Македония.

## Биография
Маргаритис е роден в западномакедонския град Костур, тогава в Османската империя. Още млад става хайдутин. В 1903 година към четата му се присъединява Лазар Апостолов. Четата му действа в Костурско, Корещата, Костенарията и Леринско.

Господину Аристиди Маргарити,
Получихъ писмото ти подпечатано съ твоя печать. Разбрахъ съдържанието му, и благодаря за съветитѣ, които ми давашъ, но съжалявамъ, че не мога да се възползувамъ отъ тѣхъ, защото на менъ е много добре известенъ фалшивия пѫть, по който сте тръгнали. Научи, приятелю, че ние не можемъ да възприемемъ съветитѣ на всѣки проходящъ, а се водимъ отъ уставни принципи и идеи, които се одобряватъ отъ цѣлия цивилизованъ свѣтъ въ Европа, съ изключение на сегашнитѣ Атински „мѫдреци“. Тази Европа виждаме вече възприема и подържа нашата идея, тя явно осѫжда поведението, което държите Вий спрѣмо подетата отъ насъ борба срещу Турция. Желателно е да се вразумите, защото погрѣшния пѫть, който сте взели, да се съюзявате съ общия врагъ турчина, който преди нѣколко години само въ Тесалия изгорѣ църквитѣ, училищата и кѫщитѣ па даже и женитѣ ви плени, цѣла културна Европа не одобрява. Жалкото е, че сегашна Гърция, която нѣма нищо общо съ стара Елада, погуби истинскитѣ гърци и днесъ се управлява отъ туркофили хора, които милѣятъ за Абдулъ Хамидъ повече отколкото за принципитѣ: свобода, братство и равенство. Това ми заключение е правилно: целитѣ, които преследвате, и дѣлата, които вършите, подкрепватъ това. Трѣбва да помислите малко по-сериозно върху този въпросъ и да заработите, като истински патриоти. Поле за подобна дейность сѫществува доста широко: всичкитѣ села на югъ отъ Конско до Тесалия сѫ населени съ гърци. Помѫчете се да ги организирате по нашъ образецъ и престанете да деморализирате нашитѣ селяни съ скѫпи дарове, обещания и съ заплахитѣ на турската власть. 
Иначе ще излѣзна отъ търпение това Ми се налага отъ организацията и съ чувствителна сила ще навлѣза не само въ съседнитѣ села, но ще стигна но ще стигна до Гребена, за да накажа турскитѣ вѣрни съюзници.
Не е обичай на В. М. О. Р. О. да се хвали предварително, но отъ опитъ и ти знаешъ нейната сила, - за това сѫ доказателство многобройнитѣ жертви, които вашитѣ чети до сега сѫ дали. Увѣрявамъ те, драги Аристиди, че при най-малкото предизвикателство, проявено отъ вашитѣ чети въ нашия районъ, вие ще изпитате суровостьта на българскитѣ македонски революционери, на които предварително съмъ увѣренъ — не ще можете да противодействувате ни за моментъ. 
Приятелска и християнска длъжность ме заставя да ти пиша тия редове, за да ги имашъ предъ видъ за всѣка евентуалность, та въ бѫдеще предизвикателство да не става, за да не ни наричате убийци, когато въ сѫщность вие сте такива. Съ възмущение ние отхвърляме това прозвище, защото ние не сме малодушни да убиваме изъ засада. Ние се боримъ съ цѣлата империя - турската - съ развѣти знамена и миналата год. тя бѣше поставена въ недоумение цѣли четири месеца дали тя е господарь въ Македония или ние.
Изглежда, любезний приятелю, ти искашъ да замълчавашъ известни факти, които сѫ въ наша полза, или у тебъ е настѫпилъ нѣкой обратъ, за да не си въ състояние да видишъ патилата, които тегли нашия нещастенъ народъ отъ турчина, съ когото се сприятелихте. Горното ти пиша като на приятель и съмъ увѣренъ , че ще го прочетешъ съ особено внимание, следъ което се надѣвамъ ще тръгнешъ по правия пѫтъ.
Съ поздравъ твой искренъ приятелъ: К. Шкуртов
1 януарий 1905 г.
П. П. Новата година да ви докара ума. Или умъ или Св. Наумъ.
Сѫщи.
При появата на организираната гръцка въоръжена пропаганда Маргаритис се присъединява към нея и сътрудничи на Павлос Мелас. Според гръцки, предимно публицистични, източници взима участие или ръководи редица сражения с български чети: На 10 ноември 1904 година (сряда) се сражава при Жужелци, при което загиват 9 българи и 2 гърци, а 20 българи са ранени. На 16 декември 1904 година (четвъртък) четата му напада Чурилово и убива 3 и пленява двама българи. На 20 декември 1904 (понеделник) се сражава с българска чета при Кишава, Битолско, като в битката загиват двама гърци. На 21 март 1905 (понеделник) при Писодер Маргаритис отново дава сражение на българска чета, в което от българска страна загиват 17, а от гръцка 3 и 12 ранени. През март 1905 напада българска чета край Лудово и убива 7 българи, а на 22 март (или на 29) отново дава сражение край Лудово, в което загиват 5 българи. На 11 април 1905 (понеделник) се сражава край Головраде и при Осничани, като убива 5 българи. В същия ден напада Езерец и залавя 9 български лидери, от които убива 8.
На 3 май Стефанос Дукас (Малиос) и Георгиос Цондос (Вардас) арестуват Маргаритис по обвинение в предателство в полза на българите и го разстрелват. По-късно твърдят, че убийството е станало, тъй като Маргаритис е насилвал местното население и го е изнудвал за пари. Лаки Пирза изпраща протестно писмо до министър-председателя Георгиос Теотокос по повод убийството на Маргаритис, обвинявайки Цондос и неуравновесения свещеник Хрисостомос Хрисомалидис. Цондос отхвърля обвиненията и държи отговорен Германос Каравангелис.